# Neoduma camptopleura
Neoduma camptopleura là một loài bướm đêm thuộc phân họ Arctiinae, họ Erebidae.